# ハナ・ソークポヴァ

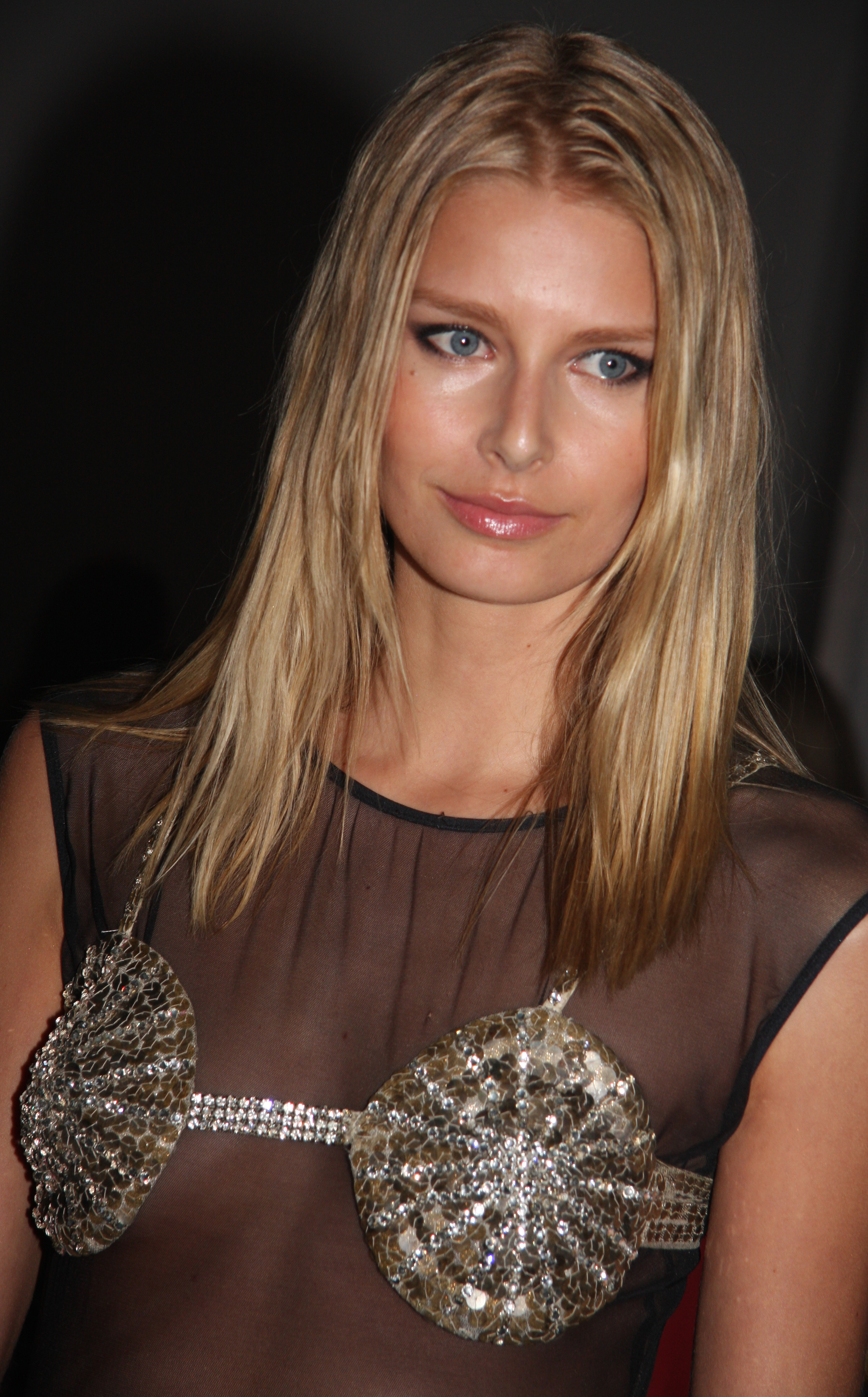
ハナ・ソークポヴァ

ハナ・ソークポヴァ（Hana Soukupová, 1985年12月18日 - ）はチェコ出身のファッションモデルである。

## 人物
右目の泣きぼくろと端整な顔立ちが特徴。2001年に「Topmodel of New Millenium」というチェコ国内のコンテストで優勝し、その後モデルとして活躍し始める。
身長185cm (6'1"inches)の驚異のボディバランスで瞬く間にシャネルやディオール、ドルチェ&ガッバーナなど数々のランウェイを制覇し、これまでにグッチ、ヴェルサーチ、ジル・スチュアートなどの大手ブランドの広告も多数務める。